# Rahel Varnhagen von Ense
Rahel Varnhagen von Ense (születési neve: Levin) (Berlin, 1771. május 19. – Berlin, 1833. március 7.) német írónő.

## Élete
Apja ékszerkereskedő volt. A gazdag ortodox zsidó családban nem fordítottak gondot a gyermekek komolyabb iskoláztatására. Otthon jiddisül beszéltek. Rahel megtanult németül és önállóan képezte magát. Olvasta Rousseau, Lessing, Shakespeare, Dante, Diderot műveit. Az apa halála után összejöveteleket rendezett otthonukban. Művészek, filozófusok jártak szalonjába (Wilhelm von Humboldt, Friedrich Schleiermacher, Moses Mendelssohn, Friedrich von Schlegel, Jean Paul Richter, Ludwig Tieck, Clemens Brentano, Friedrich de la Motte Fouqué, Moses Mendelssohn). Antoni Henryk Radziwiłł herceg, II. Frigyes porosz király unokaöccse, Lajos Ferdinánd herceg és barátnője, Pauline Wiesel, Karl Gustav von Brinckmann svéd diplomata is a szalon rendszeres vendégei voltak. Rahel kozmopolita szalonjában nem számítottak a társadalmi és vallási különbségek. Polgárok, arisztokraták, zsidók, katolikusok és protestánsok beszélgettek irodalomról, művészetről, filozófiáról, új könyvekről, színházi és egyetemi előadásokról. Politikáról nem esett szó.
1794-ben Berlinbe utazott, majd Breslauba a rokonaihoz. 1795-ben Karlsbadban találkozott Goethével is. 1808-ban megismerkedett Karl August Varnhagennel. A férfi az osztrák hadseregből tisztként vált ki, majd orosz szolgálatban részt vett a hatodik koalíciós háborúban. 1814 őszén a 14 évvel fiatalabb Varnhagen feleségül vette Rahelt, aki néhány nappal előtte megkeresztelkedett, és az Antonie Friderike nevet kapta. Azután Rahel elkísérte férjét Bécsbe, aki a porosz küldöttség tagjaként vett részt a bécsi kongresszuson. 1814. december 28-án III. Frigyes Vilmos porosz király a Pour le Mérite érdemrenddel tüntette ki Varnhagent, és nemesi rangot is adományozott neki. A Porosz Királyság ügyvivőjévé nevezték ki a Badeni Nagyhercegségben, de túlzottan demokratikus gondolkodása miatt visszahívták. Varnhagen 1813-ban csatlakozott szabadkőműves mozgalomhoz. 1819-ben Berlinbe költöztek. Rahel ismét szalont tartott, ahol többek között Hegel, Leopold von Ranke, Ludwig Börne, és Heinrich Heine is megfordult. Rahel halála után Varnhagen válogatást adott ki felesége leveleiből és naplójából Rahel: Ein Buch des Andenkens für ihre Freunde címmel.